# Litteraturåret 1978

## Händelser
- 24 april – Kerstin Ekman väljs som tredje kvinna genom åren in i Svenska Akademien, där hon efterträder Harry Martinson.[1] på stol nummer 15.
- 21 december – Kerstin Ekman tillträder som första kvinnliga ledamot av Svenska Akademien på nästan 30 år.[1]

## Priser och utmärkelser
- Nobelpriset – Isaac Bashevis Singer, Polen[2]
- ABF:s litteratur- & konststipendium – Nils Parling
- Aftonbladets litteraturpris – Eva Runefelt
- Aniarapriset – Tora Dahl
- Astrid Lindgren-priset – Gunnel Linde
- Bellmanpriset – Bo Setterlind
- BMF-plaketten – Sun Axelsson för Drömmen om ett liv
- Carl Emil Englund-priset – Elsa Grave för Slutförbannelser
- Dan Andersson-priset – Gunde Johansson
- De Nios Stora Pris – Ingemar Leckius
- De Nios Vinterpris – Britt G. Hallqvist
- De Nios översättarpris – Carl-Henrik Wittrock
- Doblougska priset  – Tore Zetterholm, Sverige och Harald Sverdrup, Norge[1]
- Eckersteinska litteraturpriset – Mona Kalin
- Elsa Thulins översättarpris – Olov Jonason
- Gerard Bonniers lyrikpris – Lars Norén
- Guldskeppet – Victor Svanberg[1]
- Gun och Olof Engqvists stipendium – Kjell Espmark
- Gustaf Frödings stipendium – Tomas Tranströmer[1]
- Landsbygdens författarstipendium – Ingrid Andersson och Ingvar Persson
- Letterstedtska priset för översättningar – Margaretha Holmqvist för översättningen av Horst Bieneks Den första polkan
- Litteraturfrämjandets stora pris – Östen Sjöstrand
- Litteraturfrämjandets stora romanpris – Karl Rune Nordkvist[1]
- Neustadtpriset – Czesław Miłosz
- Nordiska rådets litteraturpris – Kjartan Fløgstad, Norge för romanen Dalen Portland[1]
- Petrarca-Preis – Alfred Kolleritsch
- Rabén & Sjögrens översättarpris – Maria Ortman
- Schückska priset – Thure Stenström
- Signe Ekblad-Eldhs pris – Rita Tornborg
- Stig Carlson-priset – Siv Arb
- Svenska Akademiens tolkningspris – Robin Fulton
- Svenska Akademiens översättarpris – Bertil Cavallin
- Svenska Dagbladets litteraturpris – Tobias Berggren för Bergsmusik
- Sveriges Radios Lyrikpris – Elsa Grave
- Tidningen Vi:s litteraturpris – Bunny Ragnerstam och Kerstin Strandberg
- Tollanderska priset – Valdemar Nyman
- Östersunds-Postens litteraturpris – P.O. Enquist
- Övralidspriset – Bo Carpelan

## Nya böcker

### A – G
- Alfons och odjuret av Gunilla Bergström[3].
- Babels hus av P C Jersild[4]
- Baklängesminnen av Lars Gyllensten
- Bilddikt av Gunnar Harding och Olle Kåks
- De dunkla butikernas gata av Patrick Modiano
- Den arme Richard, melodram i två akter av Sven Delblanc
- Den mänskliga faktorn av Graham Greene
- Den trådlösa fantasin av Gunnar Harding
- Demonen av Ruth Rendell
- Dikter till Lena av Göran Tunström
- Döda honom! av Kristina Lugn
- Döden går på cirkus av Jan Mårtenson
- En biodlares död av Lars Gustafsson
- Ett satans år av Olle Häger
- Fantomerna av Klas Östergren[4]
- Garp och hans värld av John Irving
- Grisfesten av Leif G.W. Persson[4]
- Gröna vintern av Sven Delblanc
- Gudar och människor: en myt av Willy Kyrklund
- Gunnar Emmanuel av Sven Delblanc
- Hydrans huvud av Carlos Fuentes
- Judas Iskariots knutna händer av Per Gunnar Evander
- Kärleksbrev från helgonens klyfta av Janne Bergquist

### H – N
- Herr Jakobs nya ögon av Jan Arvid Hellström
- I mellan av Katarina Frostenson
- Illusioner av Richard Bach
- Jamaica farväl av Jan Arvid Hellström
- Kampuchea och kriget av Jan Myrdal
- Kaos hov av Roger Zelazny
- Kärleken av Theodor Kallifatides[4]
- Liten är fin av Ingrid Sjöstrand
- Längs ekots stigar av Harry Martinson (postumt)
- Mitt indiska ritblock av Göran Tunström och Lena Cronqvist

### O – Ö
- Ondskans sten av Stephen Donaldson
- Om kaderskolning av Vladimir Lenin (postumt)
- Pestens tid av Stephen King
- Pubertet av Ivar Lo-Johansson[4]
- Rymmarna av Hans Erik Engqvist
- Sanningsbarriären av Tomas Tranströmer
- Skriftställning 10 av Jan Myrdal
- Slavar för Särkland av Artur Lundkvist
- Släkten är bäst av Jan Mårtenson
- Stort och smått av Botho Strauss
- Titanics undergång av Hans Magnus Enzensberger
- Tronföljaren av Martin Perne
- Vid kanten av ett stup av Vaslav Nijinskij
- Zéb-unnisa: en anekdot av Willy Kyrklund
- Ökenbrevet av Göran Tunström

## Födda
- 21 augusti – Therese Bohman, svensk författare och litteraturkritiker.
- 27 december – Jonas Hassen Khemiri, svensk författare.

## Avlidna
- 11 februari – Harry Martinson, 73, svensk författare och nobelpristagare.[1]
- 21 februari – Hagar Olsson, 84, finländsk författare, litteraturkritiker, dramatiker och översättare.
- 15 september – Bruce Montgomery, 56, brittisk filmmusik-kompositör, även författare under pseudonymen Edmund Crispin.
- 26 maj – Jorge Icaza, 71, ecuadoriansk författare.
- 25 juli – Ivan Oljelund, 86, svensk författare.[1]
- 9 september – Hugh MacDiarmid, 86, skotsk poet.
- 20 november – Jens August Schade, 75, dansk författare.[1]

### Fotnoter
1. 1 2 3 4 5 6 7 8 9 10   Horisont 1978. Bertmarks
2. ↑  ”Nobelpriset i litteratur”. https://www.nobelprize.org/prizes/lists/all-nobel-prizes-in-literature/. Läst 20 mars 2011.
3. ↑  ”Alfons Åberg”. Arkiverad från originalet den 8 december 2012. https://web.archive.org/web/20121208044934/http://www.alfons.se/fakta_bok_alfons.asp. Läst 21 mars 2011.
4. 1 2 3 4 5  Gradvall, Nordström, Nordström, Rabe, Jan, Björn, Ulf, Anina. Tusen svenska klassiker. Norstedts Förlagsgrup. Läst 12